# Katvalda

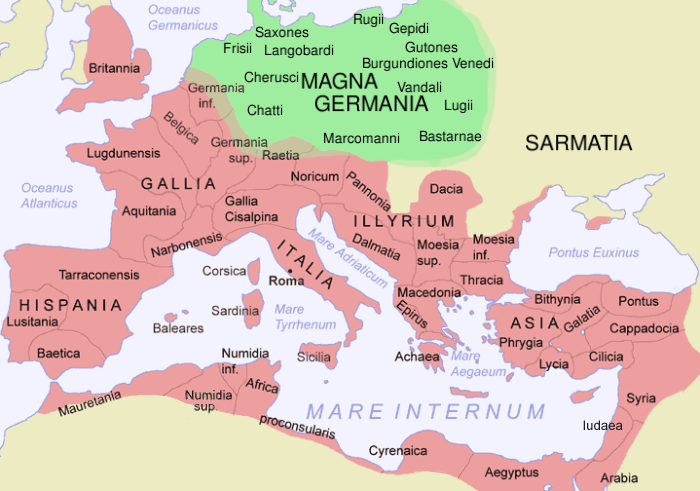
Rozdělení Evropy mezi Římany a Germány na počátku našeho letopočtu. Marobudova říše Markomanů sousedila s římskou provincií Noricum.

Katvalda (1. století) byl markomanský vůdce, který v roce 18 ovládl Marobudovu říši, když sesadil markomanského krále Marobuda z trůnu.
Informace o Katvaldovi se dochovaly v análech římského historika Cornelia Tacita. Katvalda byl ve sporu s Marobudem a tak žil v exilu mezi Góty. Po bitvě v Teutoburském lese zahájil římský vojevůdce Germanicus tažení do Germánie na východ od Rýna s cílem pomstít porážku Varových legií Arminiem, v důsledku toho rostly obavy mezi germánskými kmeny, hlavně Góty. Této situace využil vlivný Říman Drusus Caesar k rozsévání nesvárů mezi Góty a popuzování ke zničení Marobudovy říše, která byla po bitvě s Arminiem oslabená. V roce 18 Katvalda získal pomocí korupce na svou stranu gótské šlechtice a vrátil se s velkou silou do Marobudovy říše, zaútočil na pevnosti a sesadil Marobuda. V říši nalezl mnoho bohatství nahromaděné plundrováním okolních kmenů Svébů a také okrádáním obchodníků z římských provincií, kteří přicházeli do říše kvůli svobodě obchodu a kvůli touze zbohatnout. Marobud unikl do římské provincie Noricum a odtud do Ravenny.
Katvaldu krátce po obsazení Marobudovy říše v roce 19 porazil Vibilius, král Hermundurů. Katvalda byl stejně jako Marobud nucen hledat útočiště v Římském impériu. Odešel do Fora Julii v provincii Gallia Narbonensis. Aby Barbaři, kteří ve vládě následovali Marobuda a Katvaldu, již nenarušovali severní část římské provincie Noricum, rozhodli se Římané území za Dunajem mezi řekami Marus (Morava) a Cusus (Váh) svěřit jejich spojencům Kvádům a vládou pověřili Vannia.